# HD 207636
HD 207636，又名BD+69 1198，SAO 19646、HR 8342，是一颗恒星，视星等为6.29，位于銀經108.41，銀緯12.67，其B1900.0坐标为赤經21h 45m 15.3s，赤緯+69° 12.67′ 13″。